# Tabanus pallidifacies
Tabanus pallidifacies är en tvåvingeart som beskrevs av Surcouf 1906. Tabanus pallidifacies ingår i släktet Tabanus och familjen bromsar.
Artens utbredningsområde är Kenya. Inga underarter finns listade i Catalogue of Life.